# Ancelle del Cuore di Gesù (Strasburgo)
Le Ancelle del Cuore di Gesù (in francese Servantes du Cœur de Jésu; sigla S.C.J.) sono un istituto religioso femminile di diritto pontificio.

## Storia
La congregazione fu fondata nel 1865 a Strasburgo da Maria Oliva Ulrich: l'erezione canonica dell'istituto in congregazione religiosa ebbe luogo il 21 ottobre 1867.
Nel 1870, a causa degli eventi politici, le religiose dovettero lasciare l'Alsazia e rifugiarsi in diocesi di Soissons; nel 1873 si stabilirono a Saint-Quentin, dove ebbero come cappellano Léon Dehon, che poi fondò i sacerdoti del Sacro Cuore di Gesù con cui le suore dell'istituto condividono la spiritualità.
L'istituto ricevette il pontificio decreto di lode il 26 giugno 1903 e le sue costituzioni ottennero l'approvazione definitiva il 12 gennaio 1931.

## Attività e diffusione
Le suore si dedicano all'istruzione e all'educazione degli orfani, alla protezione delle giovani e all'opera dei ritiri spirituali.
Oltre che in Francia, sono presenti in Camerun, Madagascar e Spagna; la sede generalizia è a Scy-Chazelles, in diocesi di Metz.
Alla fine del 2015 l'istituto contava 40 religiose in 9 case.